# Лисенко Олександр Євгенович
Олекс́андр Євге́нович Лисе́нко (нар. 27 червня 1955, смт. Катеринопіль, Черкаська область) — завідувач відділу історії України періоду Другої світової війни Інституту історії України НАН України. Дослідник історії України періоду Другої світової війни, національно-визвольного руху, релігії і церкви, соціальної історії, воєнної антропології, історіософії. Доктор історичних наук (1999), професор (2005). Член правління Національної спілки краєзнавців України.

## Біографія
Народився 27 червня 1955 року в смт. Катеринопіль Черкаської обл. Після закінчення школи кілька місяців працював завідувачем колгоспного клубу, а потім — лаборантом фізичного та хімічного кабінетів Єрківської середньої школи (1972—1973).
1973—1978 навчався на історико-педагогічному факультеті Київського державного педагогічного інституту. У 1975 р. працював у складі студентсько-будівельного загону на Чукотці.
Після закінчення інституту працював у Гірській середній школі (Бориспільський район Київської області) учителем історії та суспільнознавства, організатором позакласної та позашкільної виховної роботи, викладачем Київського державного музичного училища ім. Р. Глієра.
У 1984–1987 роках навчався на заочному відділенні аспірантури Київського державного педагогічного інституту. Кандидатська дисертація «Роль робітничого класу України у створенні та зміцненні органів державної влади (1919—1920)» (1992, науковий керівник — кандидат історичних наук І. Х. Ганжа). У 1990–1992 роках — молодший науковий співробітник, у 1992-1995 роках — науковий співробітник, у 1995–2000 роках — старший науковий співробітник, з 2000 роках — завідувач відділу історії України періоду Другої світової війни Інституту історії України НАН України. Докторська дисертація «Релігійна ситуація в Україні в 1941—1946 рр.» (1999, науковий консультант — доктор історичних наук М. В. Коваль).
У 2005 присвоєно вчене звання професор, у 2006 р. — почесне звання «Заслужений діяч науки і техніки України».
У 2009—2013 р. О. Лисенко був членом Міжнародної Освенцимської Ради від України при Міністерстві культури Польщі. Упродовж кількох каденцій входив до складу експертної ради ВАК України (2001—2004, 2007—2009).
Голова ГО «Асоціація дослідників воєнної історії»

## Нагороди
- Державна премія України в галузі науки і техніки (за «Енциклопедію історії України» (у 10 томах); у співавторстві) (2017)[3]
- Почесний доктор Прикарпатського національного університету ім. В.Стефаника (2015)
- Орден Української Православної Церкви (2015)
- Диплом та пам'ятний нагрудний знак «Національний університет оборони України імені Івана Черняховського» (2015)
- «Почесний краєзнавець України» (2015)
- Орден «За заслуги» ІІІ ступеня (2011)
- Почесні грамоти Кабінету Міністрів України та Верховної Ради України (2006)
- Почесне звання «Заслужений діяч науки і техніки України» (2006)
- Знак «Відмінник освіти України» (2003)
- Лауреат премії ім. М. І. Костомарова НАН України (1998).